# Zhongyuan-Buddha

Jämförelse mellan höga monument:
1.Statue of Unity 240 meter (inklusive ett 58 meter högt fundament)
2.Zhongyuan-Buddha 153 meter (inklusive en 25 meter hög piedestal och en 20 meter hög tron)
3.Frihetsgudinnan 93 meter (inklusive ett 47 meter högt fundament)
4.Fosterlandet kallar 87 meter (inklusive ett 2 meter högt fundament)
5. Cristo Redentor 38 meter (inklusive ett 8 meter högt fundament)
6.David 5,17 m (exklusive en 2,5 meter hög plint)

Zhongyuan-Buddha (kinesiska: 中原大佛) är en staty över Buddha i stadsdelen Zhaocun i Lushan i Pingdingshan i Henan i Kina, som uppfördes 1997–2008. Den är 128 meter hög inräknat en 25 meter hög lotustron och var världens högsta skulptur till oktober 2018.
Statyn benämns också Spring Temple Buddha efter den närliggande "Tianrui varma källa" med vatten med en temperatur på 60 grader. Den är känd i trakten för sin hälsobefrämjande effekt. Foquan-templet, som byggdes under Tangdynastin, härbärgerar "Lyckans klocka", som är placerad högst uppe på drakhuvudet. Denna klocka av brons väger 116 ton.